# لیدشوپینگ
شهر لیدشوپینگ (به سوئدی: Lidköping) در ناحیه شهری لیدشوپینگ در کشور سوئد واقع شده‌است. جمعیت این شهر ۱۶۶۸٫۸۵  نفر است.